# Téreus
Téreus (latinsky Tereus) je v řecké mytologii thrácký král, syn Áreův.
Stal se zetěm athénského krále Pandíóna, který mu dal za manželku jednu ze svých dcer, Prokné. Téreus si ji odvedl do Thrákie, kde spolu šťastně žili i se svým jediným synem Ityem.
Osud ze začal naplňovat snad po pěti letech, kdy Prokné zatoužila opět spatřit svou sestru Filomélu, která zůstala na athénském hradě s otcem. Přemluvila manžela, aby sestru přivedl k nim na návštěvu. Téreus se vydal na cestu a když se shledal s Filomélou, shledal ji mnohem krásnější než jakou ji pamatoval a od té chvíle nemyslel na nic jiného, než jak ji získat.
Dosáhl toho násilím a když poté Filoméla hrozila, že všechno prozradí, vyřízl jí jazyk. Nechal ji v lesním úkrytu a v Athénách oznámil, že je mrtvá. Filoméla však našla cestu - utkala obraz a do něj vzkaz, že je držena v zajetí a proč.
Když to Prokné přečetla, zosnovala krutou pomstu: jediného syna Itya zabila a pokrm z něj připravila Téreovi. Ten se nic netušíc najedl a když zjistil, co snědl, chtěl zabít obě sestry. Zasáhli však bohové a všechny tři proměnili v ptáky. Z Prokné byla vlaštovka, z Filomély slavík a z Térea dudek.
Král Pandíón z toho žalem zemřel.

## Odraz v umění
Tento příběh je ztvárněn v Ovidiových Proměnách, Kniha VI. - Prokné a Filoméla a také se hojně vyskytuje na mnohých vázových malbách.